# Harburg-Wilhelmsburg
Harburg-Wilhelmsburg var en stad i provinsen Hannover, omedelbart söder om Hamburg.
Harburg bildades 1927 genom en sammanslagning av Harburg, som låg vid västra stranden av Elbes södra flodarm, och Wilhelmsburg, beläget på ön mellan Elbes båda armar och gränsande till Hamburgs hamnområde. Harburg-Wilhelmsburg hade en betydande industri, främst omfattande beredning av växtfetter och mineraloljor, kemisk industri, textil-, gummi- och livsmedelsindustri. År 1929 hade staden 105 765 invånare.
År 1938 inkorporerades Harburg-Wilhelmsburg i Hamburg.